# Farmaco di fascia A
Un farmaco di fascia A individua, tra i farmaci in Italia, una tipologia di classificazione attribuita dal servizio sanitario nazionale italiano a farmaci essenziali e a quelli per le malattie croniche. Per il paziente sono gratuiti, a meno di un'eventuale quota di compartecipazione ("ticket"), che varia da regione a regione.
Se per il farmaco prescritto dal medico su ricetta medica in modello apposito esiste in commercio un farmaco equivalente, a un costo minore, il paziente potrà optare per quest'ultimo oppure prendere l'originale pagando la differenza di prezzo fra i due.
Ogni sostanza chimica viene messa in commercio dopo averne ottenuto il brevetto, che dura venti anni o più, ma che la casa farmaceutica potrà utilizzare solo dopo accurati studi clinici.
Con il passare degli anni diventano sempre più numerosi i farmaci fuori brevetto e con la necessità della riduzione della spesa pubblica, come descritto nel D.L. n. 95/2012 sulla Spending Review, nota anche come revisione della spesa pubblica, oggi siamo in grado di avere un elenco dettagliato di tali sostanze.
Nella spesa farmaceutica del Servizio Sanitario Nazionale i farmaci per le malattie cardiovascolari sono al primo posto. 
Attualmente vi sono elenchi che riportano i farmaci cardiovascolari fuori brevetto, come anche per gli antibiotici, gli antidepressivi, gli antinfiammatori e per tutte le altre categorie.